# Natriumlampa
En natriumlampa är en typ av gasurladdningslampa som använder exciterat natrium i gasform för att producera ljus. Det finns två huvudtyper av natriumlampor: lågtrycks- respektive högtrycksnatriumlampor.
Natriumlampor är mycket energisnåla (har mycket högt ljusutbyte) jämfört med andra ljuskällor och har därför kommit att användas i stor skala som gatubelysning längs vägar och i tätorter. Karakteristiskt är det gulaktiga skenet som i stort sett är monokromatiskt hos lågtryckslampor medan högtryckslampor har ett bredare ljusspektrum.
| --                      | Högtrycksnatrium 400W | Lågtrycksnatrium 130W |
| ----------------------- | --------------------- | --------------------- |
| Ångtryck Natrium Pa     | 1 x 104               | 0,5                   |
| Ångtryck ädelgas Pa     | 2 x 104               | 730                   |
| Urladdningsrör material | aluminiumoxid         | glas                  |
| Urladdningsrör diameter | 7,5 mm                | 19 mm                 |

## Lågtrycksnatriumlampa

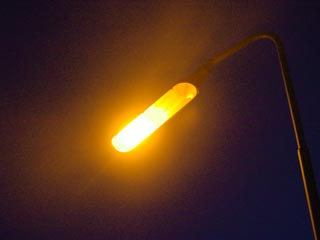
Lågtrycksnatriumlampa(LPS/SOX) i en armatur för gatubelysning på full effekt.

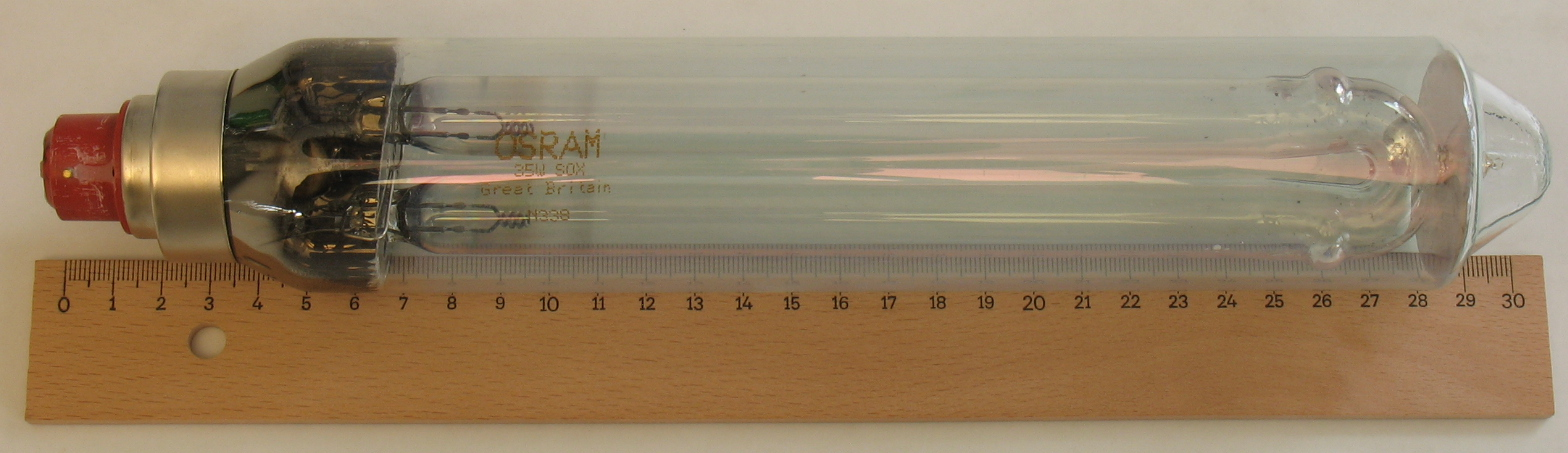
Släckt Lågtrycksnatriumlampa

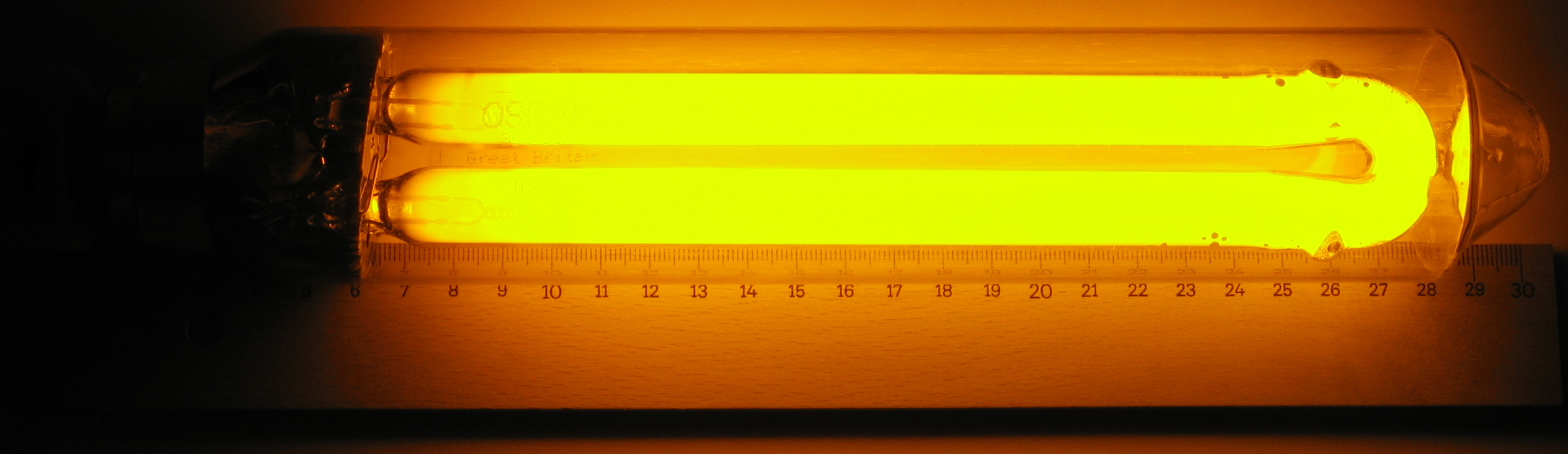
Tänd 35 W Lågtrycksnatriumlampa på full effekt

Lågtrycksnatriumlampan, eller SOX (engelska Sodium OXide, också kallat LPS (engelska Low Pressure Sodium) består av ett yttre skal av glas täckt med ett värmereflekterande lager av indiumtennoxid, en halvledare som släpper igenom synligt ljus men reflekterar infrarött ljus (värme). Den inre delen av lampan är ett U-format rör innehållande natrium i metallisk form och små mängder av ädelgaserna neon och argon. När lampan slås på lyser den till en början med ett svagt rött sken tills natriumet förgasats och börjat lysa med det typiska orangegula skenet. Denna enklaste typ av lågtrycksnatriumlampa producerar ett praktiskt taget monokromatiskt ljus med 589 nanometers våglängd. Som en följd av detta har lamporna mycket dålig färgåtergivning eftersom de föremål som belyses av lampan endast reflekterar detta ljus. En annan egenskap är att ljusflödet från lamporna inte sjunker nämnvärt under dess livstid, till skillnad från de flesta andra ljuskällor. Istället stiger strömförbrukningen något. Lågtrycksnatriumlampor innehåller till skillnad från nästan alla andra urladdningslampor inte kvicksilver.

### Användning
Lågtrycksnatriumlampor är de mest energieffektiva elektriska ljuskällorna - upp till 200 lm/W. Ljusutbytet hos en 100 W lågtrycksnatriumlampa motsvarar ungefär en 350 W kvicksilverlampa och en 1200 W halogenlampa i jämförelse.
Lamporna finns i styrkor från 10 W till 180 W. Längden ökar emellertid stort med ökande styrka varför den fysiska storleken hos de starkare lamporna kan ge problem för konstruktörer och formgivare.
Svetslampor kan med fördel göras med lågtrycksnatriumljuskälla. Tack vare att lampan skickar ut så mycket ljus per watt så kan man se svetsstället genom svetsmasken.

## Högtrycksnatriumlampa

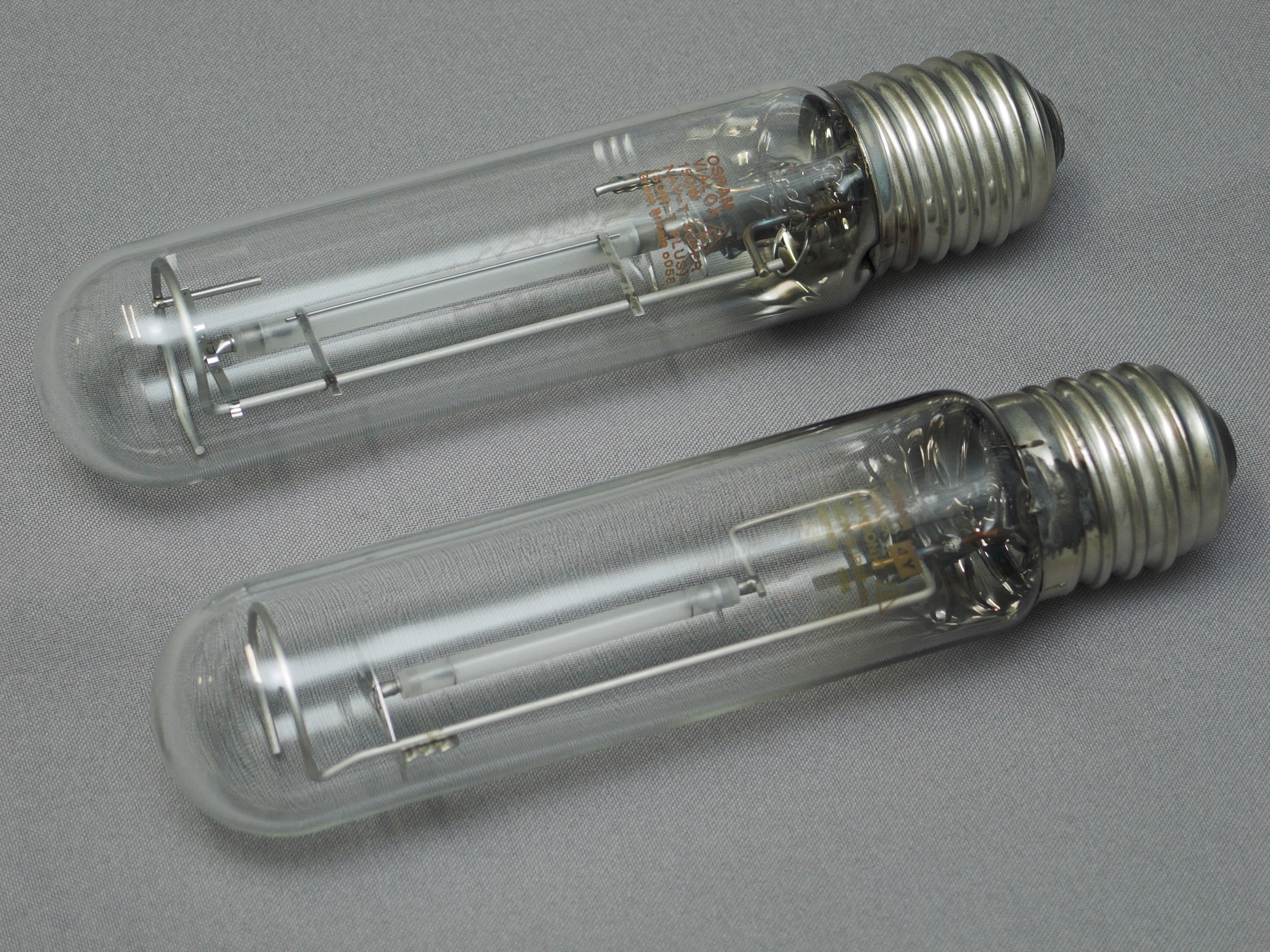
Högtrycksnatriumlampor, 150 resp. 100W

Högtrycksnatrium-, SON- eller HPS-ljuskällor (engelska high pressure sodium) används i lampor som lyser upp vägar och andra ställen nattetid. Den speciella färg som de lyser med gör att sportarenor, elljusspår och växthus kan ses lysa gyllengula på natten. Det var General Electric USA som var först ute med HPS men Osram-GEC, Mazda och Philips var goda kombattanter i tävlingen om att ta fram det första exemplaret.
Orsaken till det gyllengula ljuset är att det i ljuskällan finns natrium under högt tryck. När tänddonet i armaturen värmt upp natriumet tillräckligt släpps full spänning på och ljuskällan börjar lysa. Processen tar ett par minuter varför man kan se en del av den om man tittar upp i en sådan ljuskälla just då. Ljuset innehåller mycket gult ljus varför en del färger mattas av och inte syns så bra – men betydligt bättre än för lågtrycksnatrium. Däremot fås en mycket bra kontrastverkan vilket kan utnyttjas vid en del arbeten. En 1000 watts högtrycksnatriumljuskälla levererar hela 130 000 lumen vilket motsvarar ljuset från 130 halogenlampor på 75 watt (totalt 9750 watt). Ljusutbytet hos en 100 watts högtrycksnatrium motsvarar ungefär en 265 watts kvicksilver och en 1050 watts halogen i jämförelse.

### Introducering
Högtrycksnatrium (HPS) är en av medlemmarna i familjen high intensity discharge (HID). De är de mest effektiva av de kommersiellt tillgängliga ljuskällorna av idag. HPS introducerades 1968 som högeffektiva ljuskällor för tillämpningar av utomhus-, säkerhets- och industribelysning. De är idag vanliga som gatubelysning tack vare sin långa livslängd. Idag finns även HPS-armaturer för inomhusbruk och de kan användas där inte färgåtergivningen har så stor betydelse.

### Grundläggande funktion
I en högtrycksnatriumlampa finns ett ljusbågerör som innehåller xenon (Xe), natrium (Na) och kvicksilver (Hg). 
Xenongasen joniseras lätt och underlättar på så sätt tändningen av ljusbågen när spänning ansluts till elektroderna. Hettan från ljusbågen förgasar i sin tur kvicksilvret och natriumet. Kvicksilvergasen ökar trycket i ljusbågeröret och arbetsspänningen, natriumgasen börjar producera ljus när trycket i ljusbågeberöret är tillräckligt stort. Högtrycksnatriumlampor är effektivast på att producera ljus av alla ljuskällor – hela 29 % av den tillförda energin omvandlas till ljus.

### Komponenter

#### Ljuskällan
1. Ljusbågeröret innehåller xenon och en natrium-kvicksilveramalgamblandning och utgör den aktiva delen för ljusproduktionen.
2. Elektroderna som är tillverkade av volfram levererar en högspänning med en högfrekvenspuls för att tända ljusbågen och förgasa kvicksilvret och natriumet.
3. Lampsockeln möjliggör anslutningen av elektricitet.
4. Det yttre glashöljet skyddar ljusbågeröret från drag och temperaturvariationer. Det förhindrar även oxidation av de interna delarna och fungerar som filter för de av kvicksilvergasen genererade UV-strålarna.
5. En del ljuskällor har ett inre fosforytskikt på glashöljet för att diffusera (matta av) ljuset.

#### Driftdon
Högtrycksnatriumlampor behöver ett driftdon för att reglera strömflödet och för att leverera rätt spänning till ljusbågen. Högtrycksnatriumlampor innehåller inte någon startelektrod utan har istället en elektronisk krets inuti ballasten som genererar en högspänningspuls till elektroderna.

### Tekniska data
- Effektivitet 40–140 lm/W
- Färgtemperatur 1900–2800 K
- Ra 20–80
- Avmattning 10–15 %
- Livslängd vid 10 timmars drift per start 10 000–24 000 timmar

### Tändning, uppvärmning och tändning igen
Det går inte att omedelbart få full ljusstyrka från en HPS-ljuskälla. Efter påslaget byggs successivt temperatur och tryck upp för att kunna initiera tändningen. Enstaka gånger kan det gå ganska snabbt men normalt tar det cirka fyra minuter. Under denna tid, då natriumet blir allt hetare, skickar ljuskällan ut ljus av skiftande färger.
Om spänningen slås ifrån slocknar lampan. Innan lampan tänds igen måste den få kylas av och kan först tändas efter två minuter. Detta medför att om lång livslängd eftersträvas skall ljuskällan låtas lysa under längre perioder – om ljuset slås av och på ideligen kommer livslängden att minska drastiskt.
Om kontinuerlig drift är ett krav kan en ljuskälla med två separata ljusbågerör i samma ljushållare användas – dessa kallas ”standby” och erbjuder snabb tändning men har ändå full livslängd under förutsättning att inte strömmen bryts. Dessa ljuskällor behöver dock inte kylas ned innan ett nytt tändförsök påbörjas. Under normal drift alternerar de två ljusbågerören om att vara igång vilket, i princip, fördubblar livslängden.
Det finns andra HPS-armaturer som innehåller en kvicksilverljuskälla som reserv om HPS-ljuskällan skulle fallera eller om ett strömavbrott skett. Dessa lampor är av kostnadsskäl inte vanliga.

#### Ljusdämpning – dimming
En del HPS-armaturer är dämpningsbara genom att de är försedda med speciella ballaster och styrelektronik. Dämpning av HPS-ljuskällor orsakar färgförändring, ljuskvalitets- och verkningsgradsreduktion. Mindre mängd ljus än 50 % av originalvärdet går det inte att dämpa ned till.

### Tillämpningar
HPS-ljuskällor behöver inte som metallhalogen ha kapslingar som förhindrar damm och andra luftföroreningar att lagra sig på ljuskällans ytterglas. Detta förenklar utformandet av armaturer. Dessutom brinner ljuskällan på ett sådant sätt att ett mindre antal ljuskällor behövs per ytenhet jämfört med metallhallogen.
Färgtemperaturen varierar inte mycket. En “deluxe” HPS-ljuskälla har ett ganska högt Ra-tal på 65 (av 100) och en färgtemperatur på 2100–2200 kelvin i jämförelse med en standardmässig HPS-ljuskälla som har 1900–2100 kelvin. Alla HPS-ljuskällor utom ”white SON” levererar ett gyllengult ljus och rekommenderas inte som normal innerbelysning.
HPS-ljuskällorna finns från 35–1000 watt och lämnar mellan 70 och 120 lumen per watt inklusive ballasten. Elektronisk ballast ökar effektiviteten.

#### PAR HPS-armaturer
Är användbara då ett kompakt koncentrerat ljus önskas för att lysa upp ett spår eller ett objekt. Den dåliga färgåtergivningen reducerar dess användbarhet till specifikt industriellt och säkerhetsmässigt bruk samt för allmänt utomhusbruk.

#### Dubbelsocklad
Är idag ganska ovanliga och var till en början tänkta att ersätta dubbelsocklade metallhalogenarmaturer. Den ger både mer ljus och längre livslängd än metallhallogen.

#### White SON
Denna typ av ljuskälla har ballast med en elektronisk krets som höjer ljustemperaturen samt ökar Ra-talet (färgåtergivningen). Färgtemperaturen ligger på 2600–2800 kelvin vilket är mycket nära vanligt glödljus. Dessutom är det så att dessa värden, till skillnad från metallhalogen, bibehålls i stort sett intakta under ljuskällans hela livslängd. Trots att en White SON har en ganska låg verkningsgrad på 46–54 lumen per watt är den på många sätt det bästa alternativet, om inte det enda, om en högeffektiv ljuskälla ska ersätta ett glödljus.

## Ljusutbytesjämförelse och ekonomi
- En glödlampa ger 13 lm/W vid en färgtemperatur på 2700 K och räcker 1000 timmar.
- Ett lysrör ger 92 lm/W vid en färgtemperatur på 2700 K och räcker 15000 timmar.
- En högtrycksnatriumlampa ger 130 lm/W vid en färgtemperatur på 2200 K och räcker 28500 timmar.
- En lågtrycksnatriumlampa ger 167 lm/W vid en färgtemperatur på 1800 K och räcker 16000 timmar.
- En kvicksilverlampa ger 55 lm/W vid en färgtemperatur på 3800 K och räcker 20 000 timmar.
- En metallhalogenlampa ger runt 80 lm/W vid en färgtemperatur på 4000 K och räcker 6 000 timmar.
- En keramisk metallhalogenlampa ger runt 100 lm/W vid en färgtemperatur på 3000 K och räcker 12 000 timmar.

Eftersom det, utom i hemmet, är dyrare att byta en ljuskälla än vad kostnaden för ljuskällan är så är det ekonomiskt fördelaktigt att använda ljuskällor med lång livslängd. 28500 timmar motsvarar 10 års (3563 dagars) nattljus. 1000 timmar motsvarar 125 dagar.